# Birte Glißmann

Birte Glißmann auf der Landesvertreterversammlung der CDU Schleswig-Holstein 2021

Birte Glißmann (* 3. Dezember 1992 in Elmshorn) ist eine deutsche Juristin und Politikerin (CDU). Sie ist seit 2016 Mitglied im Landesvorstand der CDU Schleswig-Holstein und seit 2022 auch Mitglied im Bundesvorstand der CDU. Seit der Landtagswahl 2022 ist sie Abgeordnete im Schleswig-Holsteinischen Landtag und Parlamentarische Geschäftsführerin der CDU-Landtagsfraktion.

## Leben
Glißmann wuchs auf einem Baumschulbetrieb in Bullenkuhlen im Kreis Pinneberg auf. Nachdem sie von 1999 bis 2003 die James-Krüss-Schule in Barmstedt besucht hatte, absolvierte sie ab 2003 das Barmstedter Carl-Friedrich-von-Weizsäcker-Gymnasium und schloss dies mit dem Abitur 2011 ab. Von 2011 bis 2016 studierte sie Rechtswissenschaften an der Universität Hamburg und legte das 1. juristische Staatsexamen ab. Anschließend arbeitete sie ein Jahr als wissenschaftliche Mitarbeiterin in einer Hamburger Anwaltssozietät. Von 2017 bis 2019 war sie Rechtsreferendarin in Schleswig-Holstein und schloss das Referendariat mit dem 2. juristischen Staatsexamen ab. Während des Studiums war Glißmann Stipendiatin der Konrad-Adenauer-Stiftung. Nach dem Zweiten Juristischen Staatsexamen war sie 2019 zunächst am Sozialgericht als Richterin tätig und arbeitete ab Juni 2020 als Staatsanwältin.
Glißmann ist verheiratet und lebt in Seestermühe.

## Ehrenamtliches Engagement
Im Jahr 2008 trat Glißmann in die Junge Union ein, ein Jahr später auch in die CDU. Von 2013 bis 2018 fungierte sie als Vorsitzende des Kreisverbandes Pinneberg der Jungen Unon und von 2018 bis 2022 Landesvorsitzende der Jungen Union Schleswig-Holstein.
Von 2016 bis 2023 war Glißmann Mitgliederbeauftragte der CDU Schleswig-Holstein. Seit 2019 ist sie stellvertretende Kreisvorsitzende der CDU im Kreis Pinneberg. Auf dem Landesparteitag der CDU Schleswig-Holstein 2023 wurde sie als stellvertretende Schatzmeisterin in den geschäftsführenden Landesvorstand gewählt. Seit Januar 2022 ist Glißmann darüber hinaus Mitglied im CDU-Bundesvorstand.

## Politische Mandate
2017 trat Glißmann bei der Landtagswahl im Wahlkreis 21 (Elmshorn) für die CDU an, unterlag aber knapp der SPD-Kandidatin Beate Raudies. 2018 wurde sie bei den Kommunalwahlen im Kreis Pinneberg 2018 als Kreistagsabgeordnete in den Pinneberger Kreistag gewählt. Vorher war sie bereits bürgerliches Mitglied der Kreistagsfraktion der CDU.
Zur Wahl zum Schleswig-Holsteinischen Landtag 2022 trat Glißmann erneut als Direktkandidatin im Wahlkreis 21 an, den sie mit 41,5 % der Erststimmen direkt gewann. Nach Konstituierung des Landtages wählte die CDU-Fraktion sie zur Parlamentarischen Geschäftsführerin. Dem Innen- und Rechtsausschuss gehört sie als Mitglied an und fungiert dort als Sprecherin für Polizeiangelegenheiten. Im Agrar- und Umweltausschuss ist Glißmann als Sprecherin für Garten- und Landschaftsbau sowie Baumschulen stellvertretendes Mitglied. Nach ihrem Einzug in den Landtag verzichtete sie bei den Kommunalwahlen in Schleswig-Holstein 2023 auf eine erneute Kandidatur für den Pinneberger Kreistag.
Glißmann erhielt im Rahmen ihres Engagements für eine stärkere Digitalisierung im Bereich der inneren Sicherheit eine Förderung von JoinPolitics. Im November 2024 wurde Glißmann vom Magazin Capital im Bereich Politik des Rankings „Deutschlands Top 40 unter 40“ als Teil dieser ausgezeichnet.

## Positionen
Glißmann forderte 2016 die Einführung von regelmäßigen Fahrtauglichkeitstests für Seniorinnen und Senioren ab 65 Jahren.
2021 sorgte Glißmann für Aufsehen, als sie einen Anti-Sexismus-Plan für die Junge Union Schleswig-Holstein aufstellte, nachdem sich ein Parteikollege sexistisch ihr gegenüber geäußert hatte.

## Mitgliedschaften
Glißmann ist Mitglied in verschiedenen Vereinen:
- Europa-Union Schleswig-Holstein
- Frischluft e. V.
- Hermann Ehlers Stiftung
- TSV Seestermüher Marsch
- Förderverein zum Erhalt der historischen Lindenallee Gut Seestermühe e. V.
- Schleswig-Holsteinischer Richterverband